# お父さんへの温かいメッセージ
お父さんへの温かいメッセージ（おとうさんへのあたたかいメッセージ）は、NRN加盟8局で放送されていたラジオ番組（企画ネット番組）である。「スーパーソックスの岡本」の1社提供。

## 概要
企画ネット番組のため、放送局により番組タイトルも異なり、全ての放送局で毎週1回・生放送ワイド番組内で放送されている。また番組ホームページはKBS京都内に開設されている。

## ネット局
- 京都&滋賀・KBS京都ラジオ（KBS滋賀）『ただ今勤務中!森谷威夫のお世話になります!』内
  - 「家族大好きスーパー記念日」（木曜・13:20 - ）
- 北海道・STVラジオ『喜瀬ひろしのときめきワイド』内
  - 「お父さんはなんでも知っている!?」（水曜・15:10頃）
- 関東広域圏・ニッポン放送『塚越孝のおはよう有楽町』内
  - 「お父さんバンザイ!」（土曜・6:05頃）
- 中京広域圏・東海ラジオ『かにタク言ったもん勝ち』内
  - 「嗚呼!お父さんに幸あれ」（火曜・10:15 - ）
- 近畿広域圏・朝日放送『週刊情報エンタテインメント!笑たま』内
  - 「お父さん!大好き記念日 パパたま」（土曜・10:40頃）
- 広島・中国放送『平成ラヂオバラエティごぜん様さま』内
  - 「プロジェクトスーパーソックス～親父達へ」（火曜・10:35 - ）
- 愛媛・南海放送『まいど!』内
  - 「パパドントプリーチ～お父さん!大好き記念日～」（火曜・14:00 - ）
- 福岡・九州朝日放送『スター高橋 ドッキリ!マル秘報告』
  - 「お父さん!大好き記念日」（月曜・10:35 - ）